# Dimitri Flis
Dmitri Flys, (en rus: Дмитрий Флис, Kaliningrad, 10 d'octubre de 1984) és un jugador de bàsquet professional rus que ha jugat a diferents equips de la lliga ACB.